# الو ۱۳۹۱۵
سیارک ۱۳۹۱۵ (به انگلیسی: 13915 Yalow، نامگذاری:1982KH1) سیزده هزار و نهصد و پانزدهمین سیارک کشف شده‌است که در ۲۷ مه ۱۹۸۲ کشف شد.
قدر مطلق سیارک برابر ۴۲.۶ است.